# Serie A 1954 (pallavolo femminile)
La Serie A femminile FIPAV 1954 fu la 9ª edizione del principale torneo pallavolistico italiano femminile organizzato dalla FIPAV.

## Regolamento e avvenimenti
Al torneo presero parte complessivamente 10 squadre, suddivise per criteri geografici in tre gironi unici con gare da cinque set. Per ogni vittoria vennero assegnati due punti. Le prime due classificate del girone A e le prime classificate dei gironi B e C (per il quale si disputò una gara unica a Firenze) furono ammesse alla fase finale.
Le gare della seconda fase (a tre set) si disputarono a Modena tra il 30 maggio e il 2 giugno 1954; il titolo fu conquistato dalla Minelli Modena.

## Prima fase

### Girone A

#### Classifica
| Pos. | Squadra                   | Pt | G | V | P | SV | SP |
| ---- | ------------------------- | -- | - | - | - | -- | -- |
| 1.   | Audax Modena              | 12 | 6 | 6 | 0 | 18 | 4  |
| 2.   | Fari Bergamo              | 8  | 6 | 4 | 2 | 14 | 6  |
| 3.   | Libertas Petriolo Firenze | 2  | 6 | 1 | 5 | 7  | 17 |
| 4.   | Saves Alessandria         | 2  | 6 | 1 | 5 | 5  | 17 |

| Ammesse alla fase finale |

#### Risultati

##### Tabellone
|              | Alessandria | Bergamo Fari | Firenze | Modena Audax |
| ------------ | ----------- | ------------ | ------- | ------------ |
| Alessandria  | XXX         | 0-3          | 2-3     | 0-3          |
| Bergamo Fari | 3-0         | XXX          | 3-0     | 2-3          |
| Firenze      | 2-3         | 0-3          | XXX     | 1-3          |
| Modena Audax | 3-0         | 3-1          | 3-0     | XXX          |

### Girone B

#### Classifica
| Pos. | Squadra               | Pt | G | V | P | SV | SP |
| ---- | --------------------- | -- | - | - | - | -- | -- |
| 1.   | Minelli Modena        | 12 | 6 | 6 | 0 | 18 | 3  |
| 2.   | Zibordi Reggio Emilia | 4  | 6 | 2 | 4 | 10 | 14 |
| 3.   | Fari Brescia          | 4  | 6 | 2 | 4 | 12 | 16 |
| 4.   | La Rocca Rumi Bergamo | 4  | 6 | 2 | 4 | 8  | 15 |

| Ammessa alla fase finale |

#### Risultati

##### Tabellone
|                  | Bergamo La Rocca | Brescia | Modena Minelli | Reggio Emilia Zibordi |
| ---------------- | ---------------- | ------- | -------------- | --------------------- |
| Bergamo La Rocca | XXX              | 3-1     | 0-3            | 2-3                   |
| Brescia          | 2-3              | XXX     | 2-3            | 3-2                   |
| Modena Minelli   | 3-0              | 3-1     | XXX            | 3-0                   |
| Reggio Emilia    | 3-0              | 2-3     | 0-3            | XXX                   |

### Girone C

#### Classifica
| Pos. | Squadra            | Pt | G | V | P | SV | SP |
| ---- | ------------------ | -- | - | - | - | -- | -- |
| 1.   | Assi Reggio Emilia | 2  | 1 | 1 | 0 | 3  | 1  |
| 2.   | Fari Roma          | 0  | 1 | 0 | 1 | 1  | 3  |

| Ammessa alla fase finale |

#### Risultati

##### Tabellone
|                    | Reggio Emilia Assi | Roma |
| ------------------ | ------------------ | ---- |
| Reggio Emilia Assi | XXX                | 3-1  |
| Roma               | –                  | XXX  |

## Fase finale

### Classifica
| Pos. | Squadra            | Pt | G | V | P | SV | SP |
| ---- | ------------------ | -- | - | - | - | -- | -- |
| 1.   | Minelli Modena     | 6  | 3 | 3 | 0 | 6  | 0  |
| 2.   | Audax Modena       | 4  | 3 | 2 | 1 | 4  | 2  |
| 3.   | Assi Reggio Emilia | 2  | 3 | 1 | 2 | 2  | 5  |
| 4.   | Fari Bergamo       | 0  | 3 | 0 | 3 | 1  | 6  |

| Campione d'Italia |

### Risultati
|  | Minelli Modena-Audax Modena       | 2-0 | 15-10, 15-11       |
|  | Assi Reggio Emilia-Fari Bergamo   | 2-1 | 18-17, 11-15, 15-4 |
|  | Audax Modena-Assi Reggio Emilia   | 2-0 | 15-4, 16-14        |
|  | Minelli Modena-Fari Bergamo       | 2-0 | 15-4, 15-1         |
|  | Audax Modena-Fari Bergamo         | 2-0 | 15-8, 15-4         |
|  | Minelli Modena-Assi Reggio Emilia | 2-0 | 15-2, 15-11        |

## Fonti
- Filippo Grassia e Claudio Palmigiano (a cura di). Almanacco illustrato del volley 1987. Modena, Panini, 1986.